# Kalvariebos
Het Kalvariebos is een natuurgebied nabij de Vlaams-Brabantse plaats Lubbeek.
Het is een betrekkelijk klein bos rond de top van een 90 meter hoge heuvel waarop zich een calvarie bevindt. Aangezien het bos een relict is van het oude Cieffeltebos, dat meer dan 300 ha, omvatte zijn er ook oude bomen te zien waaronder een heksenkring van beuken. Verder is er een Onze-Lieve-Vrouw-van-Bijstandkapel en aan de ingang van het gebied is een speelbos aangelegd.